# Orquesta Filarmónica de Londres
La Orquesta Filarmónica de Londres (en inglés: London Philharmonic Orchestra, abreviada como LPO) es una de las orquestas más importantes del Reino Unido. Su sede está en el Royal Festival Hall de Londres.
En la década de 1960, la LPO había recuperado sus estándares anteriores, y en 1964 se aseguró un valioso compromiso para tocar en la ópera del Festival de Glyndebourne durante los meses de verano. En 1993 fue nombrado orquesta residente del Royal Festival Hall, una de las principales salas de conciertos de Londres. Desde 1995, la residencia se ha celebrado conjuntamente con la Filarmónica. Además de su trabajo en el Festival Hall y Glyndebourne, la LPO se presenta regularmente en el Congress Theatre, Eastbourne y Brighton Dome, y realiza giras a nivel nacional e internacional.
Desde Beecham, la orquesta ha tenido diez directores principales, incluidos Sir Adrian Boult, Bernard Haitink, Sir Georg Solti, Klaus Tennstedt y Vladimir Jurowski.

## Historia

### Los primeros años
La orquesta fue fundada en 1932 por Sir Thomas Beecham y realizó su primer concierto 7 de octubre de 1932 al Queen's Hall de Londres. El cofundador fue el director Malcolm Sargent. Durante los primeros años de la orquesta fue dirigida por Paul Beard y David McCallum y tuvo como directores invitados a Anthony Pini, Reginald Kell, Léon Goossens, Gwydion- Brooke, Geoffrey Gilbert, Bernard Walton y James Bradshaw.
En uno de sus primeros conciertos, en noviembre de 1932, el violinista Yehudi Menuhin, de dieciséis años, interpretó tres conciertos para violín; los de Bach y Mozart fueron dirigidos por Beecham, mientras que el de Edward Elgar fue dirigido por el propio compositor.
En los años treinta fue también la orquesta de las temporadas de la Royal Opera House Covent Garden, cuando Beecham fue director artístico del teatro.
Beecham dirigió la orquesta en una serie de grabaciones de 78 rpm para el sello Columbia Records, incluido el de la segunda sinfonía de Brahms, muy aclamado por la crítica que fue más tarde también publicado en LP y CD.

### Años de antes y después de la 2.ª guerra mundial
En 1939, los patrocinadores retiraron su financiación, y la orquesta se volvió autónoma, con lo que los miembros de la orquesta tomaban decisiones en los asuntos de la organización. Durante la Segunda Guerra Mundial la orquesta estuvo particularmente en actividad al realizar giras por el país y ofrecer música orquestal en lugares donde no era usualmente disponible. Muchos instrumentos musicales fueron destruidas durante el bombardeo del Queen's Hall en mayo de 1941. Con una apelación de la BBC, cuya respuesta de público fue enorme, fue posible reponer los instrumentos destruidos permitiendo la continuación de los conciertos.
Después de la guerra, Beecham volvió a la guía de la orquesta durante ocho meses, pero luego se fue para fundar la Royal Philharmonic Orchestra. Durante este período fueron directores invitados los legendarios Victor de Sabata, Bruno Walter, Sergiu Celibidache y Wilhelm Furtwängler. Entre 1949 y 1950 dio 248 conciertos en comparación con los 103 de la London Symphony Orchestra y los 32 cada una de la Philharmonia Orchestra y la Royal Philharmonic Orchestra. 
Después de un período en el que no tenía un director permanente, fue confiada al director holandés Eduard van Beinum en 1947. En aquel tiempo a los extranjeros se les permitió trabajar en el Reino Unido sólo seis meses por año natural y por lo tanto durante su ausencia forzada eran llamados para dirigir la orquesta varios directores como Jean Martinon. Van Beinum fue obligado a renunciar por razones de salud en 1950. Fue nombrado al frente de la orquesta Adrian Boult.
La orquesta tuvo una crisis entre 1949 y 1952 cuando su mánager general Russell, que dirigió la orquesta durante los años de la guerra, fue acusado de comunista durante la Guerra Fría. El Consejo del Condado de Londres decidió nombrar a la orquesta como residente en el nuevo Royal Festival Hall y sus miembros decidieron despedir a Russell.
Boult estuvo en el podio de la London Philharmonic Orchestra en la gira por Rusia en 1956. Luego salió de la dirección principal de la orquesta pero permanece en contacto con ella y se convirtió en su presidente en 1965. La mayoría de sus grabaciones estereofónicas con EMI se hicieron con la Filarmónica de Londres.
Durante los años cincuenta también pasaron por su podio Constantin Silvestri y Josef Krips. Este fue un período económicamente deficitario, y la orquesta se vio obligada a cancelar los contratos con los músicos remunerándoles sólo los días de ensayos y conciertos.
En 1958 fue nombrado William Steinberg como director titular el cual dio un impulso sustancial a la mejora de la orquesta antes de devolverla a su antigua gloria. 

### Los años 1960 y 70
En 1962 la orquesta emprendió su primer viaje a la India, Australia y el Lejano Oriente. Los directores en ese momento eran Sir Malcolm Sargent y John Pritchard (conductor). Pritchard fue nombrado el primer director en 1962. También fue director musical del Festival de Ópera de Glyndebourne y en 1964 la Filarmónica de Londres reemplazó a la Royal Philharmonic como orquesta residente en el Festival de Glyndebourne.
En 1967 fue nombrado director Bernard Haitink, que permaneció al frente doce años lo que supone una continuidad en la dirección que la orquesta no había tenido desde 1939.
En este período la orquesta se abrió la colaboración con los personajes que no pertenecen al mundo de la música clásica como Danny Kaye y Duke Ellington, así como Tony Bennett, Victor Borge, Jack Benny y John Dankworth.
En los años setenta, la orquesta realizó una gira por los EE. UU., China y varios países de Europa del Este. Fue a Rusia y los Estados Unidos por segunda vez. Entre los directores que presidieron su podio cabe recordar a Erich Leinsdorf, Carlo Maria Giulini y Sir Georg Solti, que en última instancia se convirtió en director principal en 1979.

### Cincuenta años de actividad
En 1982 la orquesta celebró sus cincuenta años de actividad y produjo un libro que recuerda a todos los grandes artistas que habían estado vinculados a la orquesta en los primeros cincuenta años de su historia. Junto con los ya mencionados recordará a los directores Daniel Barenboim, Leonard Bernstein, Eugen Jochum, Erich Kleiber, Serge Koussevitzky, Pierre Monteux, André Previn y Leopold Stokowski y a solistas como Janet Baker, Dennis Brain, Alfred Brendel, Pablo Casals, Clifford Curzon, Victoria de los Ángeles, Jacqueline du Pré, Kirsten Flagstad, Beniamino Gigli, Emil Gilels, Jascha Heifetz, Wilhelm Kempff, Fritz Kreisler, Arturo Benedetti Michelangeli, David Oistrakh, Luciano Pavarotti, Maurizio Pollini, Leontyne Price, Arthur Rubinstein, Elisabeth Schumann, Rudolf Serkin, Joan Sutherland, Richard Tauber y Eva Turner.

### Presente

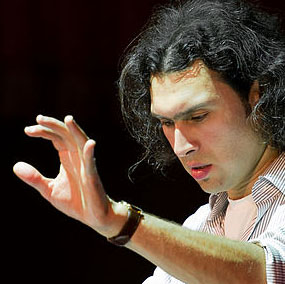
Vladimir Jurowski, principal conductor desde 2007

En diciembre de 2001, Vladimir Jurowski actuó como director invitado de la Filarmónica de Londres, consiguiendo gran éxito de crítica. Más tarde se convirtió en su director titular en 2003. Dirigió la orquesta en el concierto de junio de 2007 en que tuvo lugar la inauguración del Royal Festival Hall después de su renovación. En septiembre de 2007, Jurowski se convirtió en el director estable de la orquesta estable. En noviembre de ese año fue nombrado principal director invitado Yannick Nézet-Séguin.
Además de dar varios conciertos de música clásica, la LPO ha grabado varias bandas sonoras de películas, entre ellas Lawrence de Arabia, Philadelphia, La misión y El Señor de los Anillos: la Comunidad del Anillo, El Señor de los Anillos: las dos torres y El Señor de los Anillos: el retorno del Rey, algunos álbumes de CD de la serie de videojuegos Dragon Quest y la banda sonora de Xenosaga Episodio I. También ha tocado ocasionalmente en grabaciones de música popular, como en el álbum Corea Concerto de Chick Corea. 
Participaron en la grabación de los álbumes Elodia de la banda alemana Lacrimosa, Once , Dark Passion Play e Imaginaerum de la banda de metal sinfónico Nightwish. A mediados de los años 1990 la LPO lanzó unos álbumes como tributo a bandas de rock, como Led Zeppelin, Mike Oldfield y Pink Floyd, con versiones de canciones de los mismos.
Entre las otras orquestas con sede en Londres están la Orquesta Sinfónica de Londres, la Orquesta Filarmónica Real, la Orquesta de Cámara Inglesa, la Philharmonia, la Orquesta Sinfónica de la BBC y la Orchestra of the Age of Enlightenment.
En 2016, los principales miembros de la organización LPO fueron Jurowski, Andrés Orozco-Estrada (director invitado principal), Pieter Schoeman (líder), Magnus Lindberg (compositor en residencia) y Timothy Walker (director ejecutivo y director artístico). Diecisiete de los principales intérpretes de la orquesta tuvieron cátedras en conservatorios británicos, incluida la Real Academia de Música, el Royal College of Music, la Guildhall School of Music and Drama y el Trinity Laban Conservation of Music and Dance. Además de sus conciertos regulares en el Festival Hall, y su temporada anual en el foso de la orquesta en Glyndebourne, el LPO tiene residencias en el Congress Theatre, Eastbourne y el Brighton Dome, y las giras en Gran Bretaña y en el extranjero siguen siendo una parte importante de la orquesta.
En julio de 2019, la LPO anunció el nombramiento de Gardner como su próximo director principal, efectivo a partir de la temporada 2021-2022, con un contrato inicial de cinco años. En octubre de 2018, Karina Canellakis dirigió por primera vez la LPO. En abril de 2020, la LPO anunció el nombramiento de Canellakis como su nueva directora es la primera mujer conductora nombrada para el cargo, a partir de septiembre de 2020.
En marzo de 2025 el español Jesús Herrera fue nombrado nuevo director artístico de la Orquesta Filarmónica de Londres.

## Discografía parcial
- Beethoven, Piano Concertos Nos. 1-5. Artur Rubinstein, London Philharmonic Orchestra/Daniel Barenboim, RCA - Grammy Award al mejor álbum y Mejor interpretación solista con orquesta (Grammy) 1977
- Beethoven, Son. p. n. 1-32/Conc. p. n. 1-5 - Brendel/Haitink/LPO, 1975/1977 Decca
- Beethoven: Symphonies Nos. 6 & 8 - Klaus Tennstedt/London Philharmonic Orchestra, 1986 EMI/Warner
- Bizet, Carmen - Solti/Troyanos/Domingo/Van Dam, Decca
- Brahms: Symphonies Nos. 1-3 & Overtures - Eugen Jochum/London Philharmonic Orchestra, 1996 EMI/Warner
- Bruch/Nielsen: Violin Concertos - Lawrence Foster/London Philharmonic Orchestra, 2000 EMI/Warner
- Bruckner - Symphony N.º 5 - Franz Welser-Möst/London Philharmonic Orchestra, 1994 EMI/Warner
- Chopin, Conc. p. n. 1-2/Krakowiak - Arrau/Inbal/LPO, 1970/1980 Philips
- Elgar, Sinf. n. 1/In the South - Solti/LPO, 1972/1979 Decca
- Elgar: Symphony N.º 1, "Cockaigne" Overture, Romance - Daniel Barenboim/London Philharmonic Orchestra/Martin Gatt, 1974/1975 SONY BMG
- Haydn, Sinf. n. 93-104 "Londinesi"/Sinf. n. 88, 91, 98 - Jochum/LPO, Deutsche Grammophon
- Holst: The Planets - London Philharmonic Choir/London Philharmonic Orchestra/Sir Georg Solti, 1979 Decca
- Kashmir: Symphonic Led Zeppelin - London Philharmonic Orchestra/Peter Scholes, 1997 Universal
- Liszt, Poemas sinfónicos (Integral) - Haitink/LPO, 1968/1971 Decca
- Liszt: The Piano Concertos - Ataulfo Argenta/Julius Katchen/London Philharmonic Orchestra, Decca
- Mahler: Symphonies 1 & 2 - Klaus Tennstedt/London Philharmonic Orchestra, 2000 EMI/Warner
- Mahler: Symphonies 4 & 8 - David Hill/Klaus Tennstedt/London Philharmonic Choir/London Philharmonic Orchestra/Tiffin Boys' School Choir, 1983/1987 EMI/Warner
- Mahler: Symphony 5/Das Lied von der Erde - Agnes Baltsa/Klaus König/Klaus Tennstedt/London Philharmonic Orchestra, 2001 EMI/Warner
- Mendelssohn - Symphonies - Franz Welser-Möst/London Philharmonic Orchestra, 1992 EMI/Warner
- Mendelssohn: Elijah - Jacqueline Delman/London Philharmonic Orchestra/Josef Krips/Norma Procter/George Maran/Bruce Boyce/London Philharmonic Choir, 2012 Decca
- Mozart, Conc. vl. n. 1-5/Sinf. conc. K. 364 - Mutter/Bashmet/LPO, 2005 Deutsche Grammophon
- Mozart, Le nozze di Figaro - von Stade/Te Kanawa/London Philharmonic Orchestra/Popp/Ramey/Solti/Allen, 1982 Decca - Grammy Award for Best Opera Recording 1984
- Mozart, Don Giovanni - Solti/Terfel/Fleming/Murray, 1996 Decca
- Mozart: Requiem - Franz Welser-Möst/London Philharmonic Orchestra, 1990 EMI/Warner
- Paganini, Capricci n. 1-24/Conc. vl. - Accardo/Dutoit/LPO, Deutsche Grammophon
- Paganini, Conc. vl. n. 1, 2 - Accardo/Dutoit/LPO, 1975 Deutsche Grammophon
- Prokofiev, Sinf. n. 1-7/Suite scita/Amor de las tres manzanas - Weller/LPO/LSO, 1974/1977 Decca
- Puccini, La Bohème - Solti/London Philharmonic Orchestra/Caballé/Domingo/Milnes, 1974 RCA Red Seal/BMG - Grammy Award for Best Opera Recording 1975
- Puccini, Turandot - Mehta/Sutherland/Pavarotti, Decca
- Rachmaninoff: Symphony N.º 3 & Vaughan Williams: Symphony N.º 8 - London Philharmonic Orchestra/Sir Adrian Boult, Decca
- Ravel Falla - Conc. p. n. 1-2/Noches en los jardines de España - De Larrocha/Foster/De Burgos, 1973/1983 Decca
- Ravel: Piano Concertos - Franck: Variations symphoniques - Fauré: Fantaisie - Alicia de Larrocha/London Philharmonic Orchestra/Lawrence Foster/Rafael Frühbeck de Burgos, 1974 Decca
- Schmidt: Symphony N.º 4 - Variations on a Hussar's Song - Franz Welser-Möst/London Philharmonic Orchestra, 1995 EMI/Warner
- Shostakovich: Symphony N.º 7 "Leningrad" - Bernard Haitink/London Philharmonic Orchestra, 1980 Decca
- Sibelius, Chaikovski, Glazunov: Violin Concertos - Jascha Heifetz/London Philharmonic Orchestra, 1935/1937 EMI/Warner
- R. Strauss: Also sprach Zarathustra - London Philharmonic Orchestra/Klaus Tennstedt, 2012 Warner
- Stravinsky, Petrouchka/Sagra/Apollon - Haitink/Markevitch, 1973 Philips
- Stravinsky: Oedipus Rex - Alec McCowen/Kerstin Meyer/Sir Peter Pears/Ryland Davies/Benjamin Luxon/Stafford Dean/John Alldis Choir/London Philharmonic Orchestra/Sir Georg Solti, 1977 Decca
- Vivaldi, The Four Seasons - Perlman/London Philharmonic Orchestra, 1976 Angel Records/EMI - (Grammy) 1978
- Wagner: Opera Scenes and Arias - Ambrosian Opera Chorus/James Mallinson/Jessye Norman/Klaus Tennstedt/London Philharmonic Orchestra, 1988 EMI/Warner
- Vaughan Williams: Complete Symphonies - London Philharmonic Orchestra/Sir Adrian Boult, 2002 Decca
- Fleming, Arias - Mackerras/LPO, 1999 Decca
- Nicole Cabell - Soprano - London Philharmonic Orchestra/Nicole Cabell/Sir Andrew Davis, 2006 Decca
- Angela Gheorghiu: Mysterium - Sacred Arias - Angela Gheorghiu/Ion Marin/London Philharmonic Orchestra, 2001 Decca
- Alagna: Opera Arias - London Philharmonic Orchestra/Richard Armstrong/Roberto Alagna, 2006 Deutsche Grammophon
- Kiri Te Kanawa Sings Verdi and Puccini Arias - Dame Kiri Te Kanawa/London Philharmonic Orchestra/Sir John Pritchard, 1983 Sony BMG/CBS
- Kathleen Ferrier: Bach and Handel Recital - Kathleen Ferrier/London Philharmonic Orchestra/Sir Adrian Boult, 1960 Decca
- My Secret Heart: Songs of the Parlour, Stage and Silver Screen - Ben Heppner/Jonathan Tunick/London Philharmonic Orchestra, 1999 BMG/RCA
- Positively Golden - London Philharmonic Orchestra/Nicola Rescigno/Ruth Ann Swenson, 1994 Angel/EMI
- Portrait of Pilar - London Philharmonic Orchestra/Jesús López-Cobos/Pilar Lorengar, Decca
- Get Happy - Tony Bennett, 1971 Sony
- The 50 Greatest Pieces of Classical Music - London Philharmonic Orchestra/David Parry, 2009 X5
- The Greatest Video Game Music - London Philharmonic Orchestra/Andrew Skeet, 2011 X5
- The Greatest Video Game Music 2 - London Philharmonic Orchestra/Andrew Skeet, 2012 X5
- The London Philharmonic Orchestra Plays the Music of Pink Floyd - London Philharmonic Orchestra/Peter Scholes, 1995 Point
- Academy Award Themes - London Philharmonic Orchestra, 2008 Intereuro
- Star Wars - London Philharmonic Orchestra, 2008 Intereuro

## DVD parcial
- Bartok, El Castillo de Barbazul - Solti/Kovats/Sass, Decca
- Beethoven: Fidelio (Glyndebourne, 1979) - Elisabeth Söderström/Bernard Haitink, regia Peter Hall, Arthaus Musik
- Bizet: Carmen (Glyndebourne, 2002) - Anne Sofie von Otter, Opus Arte
- Britten: Billy Budd (Glyndebourne, 2010), Opus Arte
- Britten: Rape of Lucretia (The) (Glyndebourne, 2015) - regia Fiona Shaw, Opus Arte
- Donizetti: Don Pasquale (Glyndebourne, 2013) - Alessandro Corbelli/Danielle de Niese, Opus Arte
- Donizetti: L'elisir d'amore (Glyndebourne, 2009), Opus Arte